# Ficus auriculata
Ficus auriculata är en mullbärsväxtart som beskrevs av João de Loureiro. Ficus auriculata ingår i släktet fikonsläktet, och familjen mullbärsväxter. Inga underarter finns listade i Catalogue of Life.

## Bildgalleri

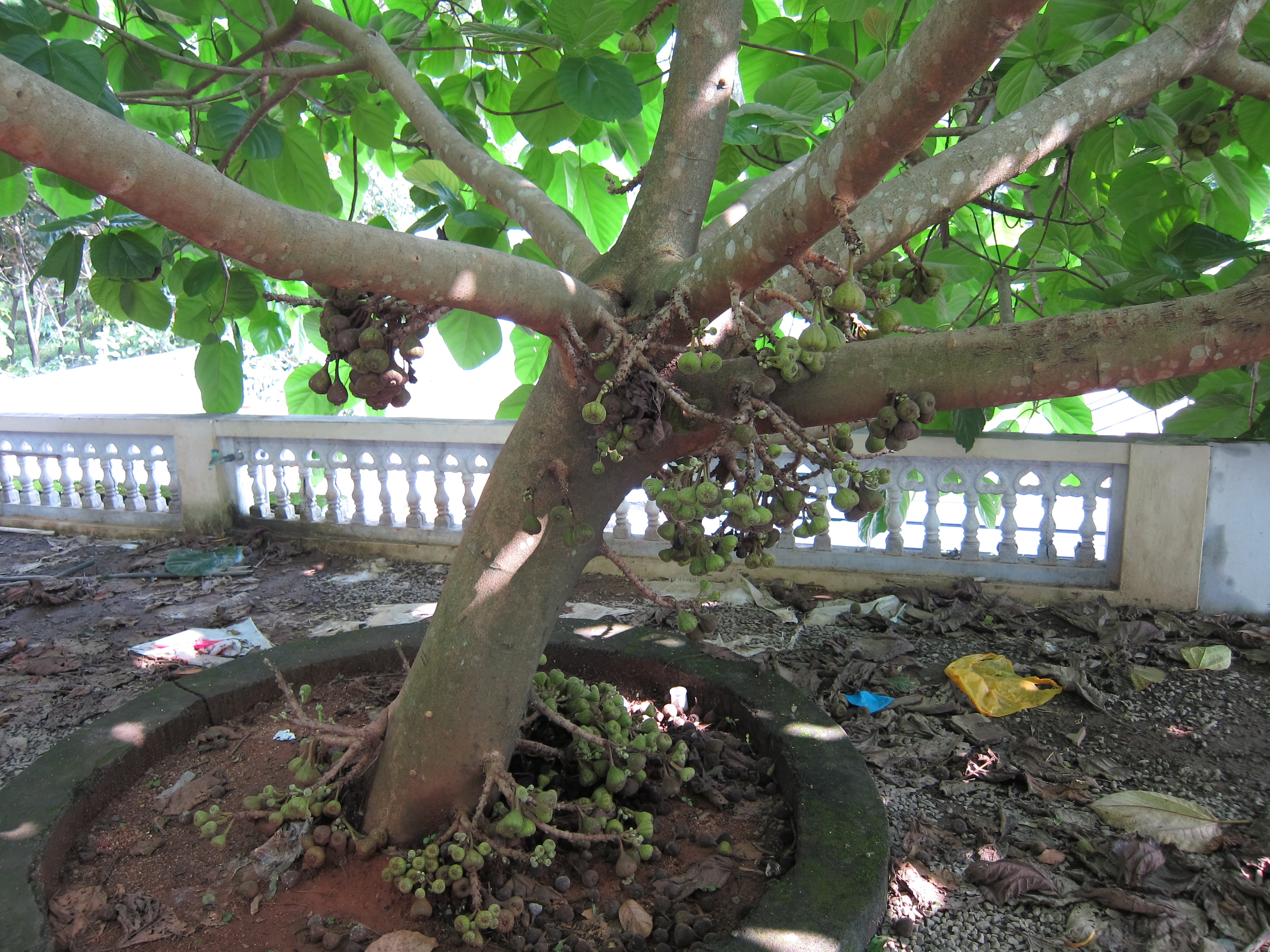
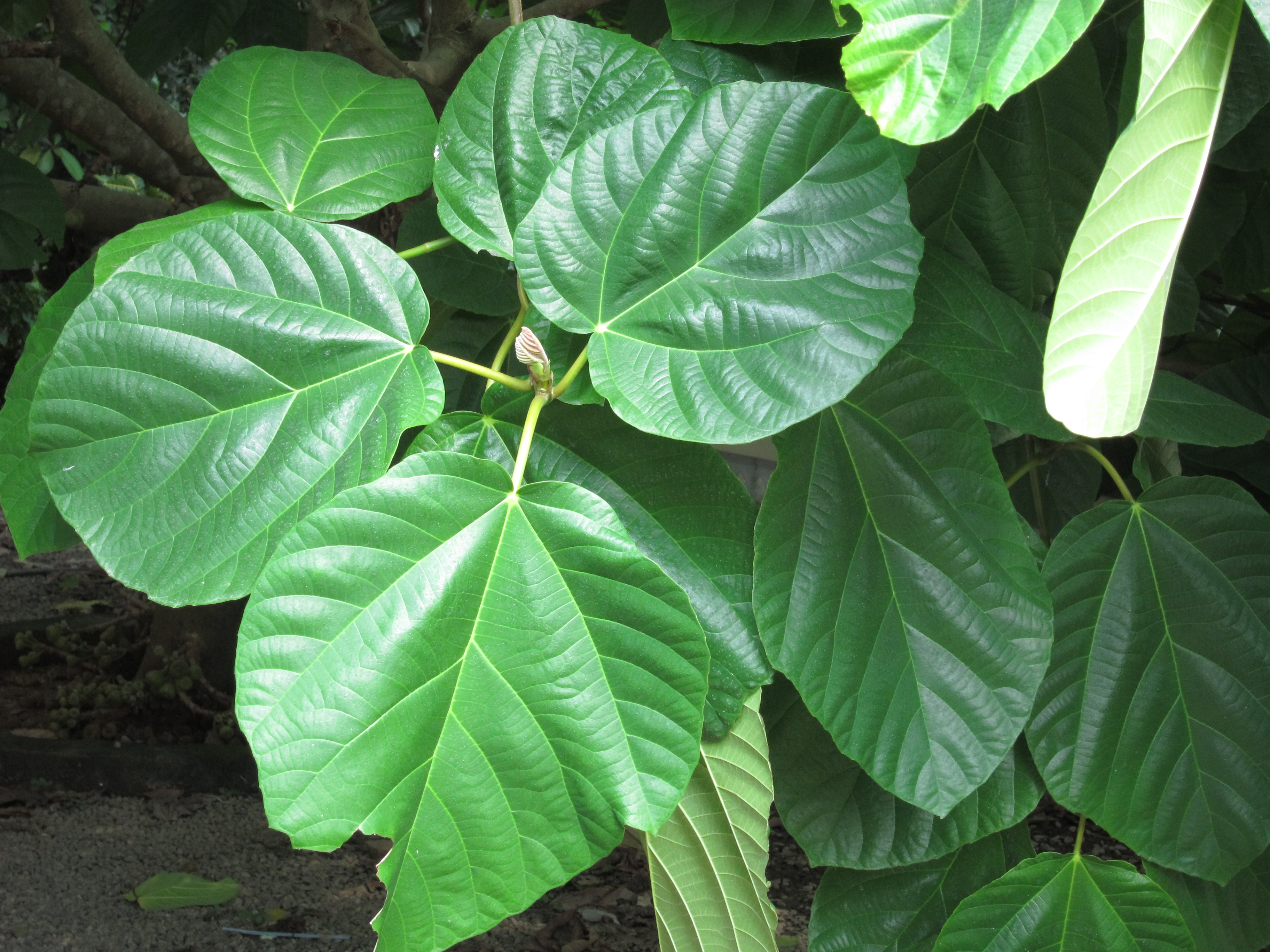
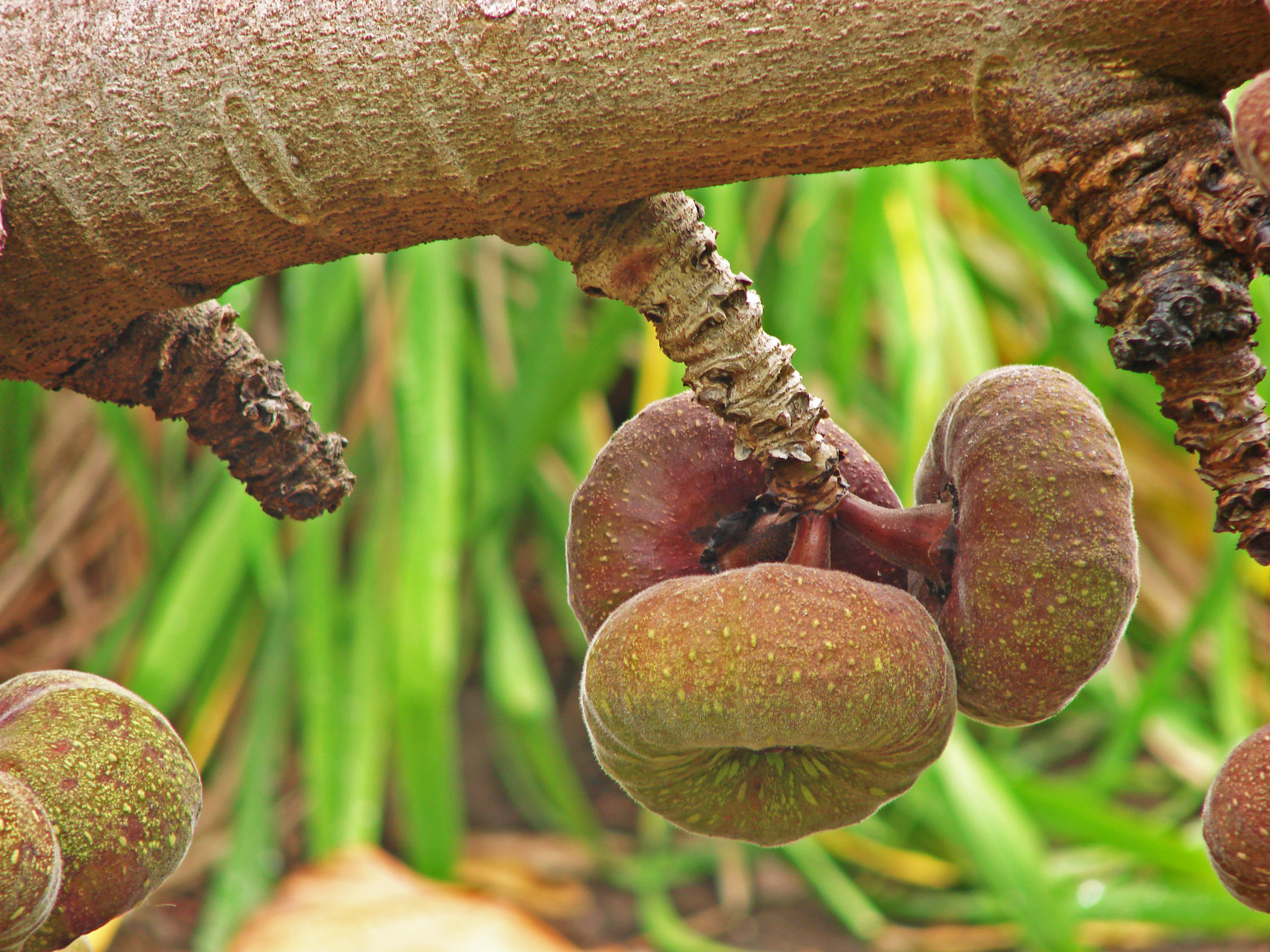
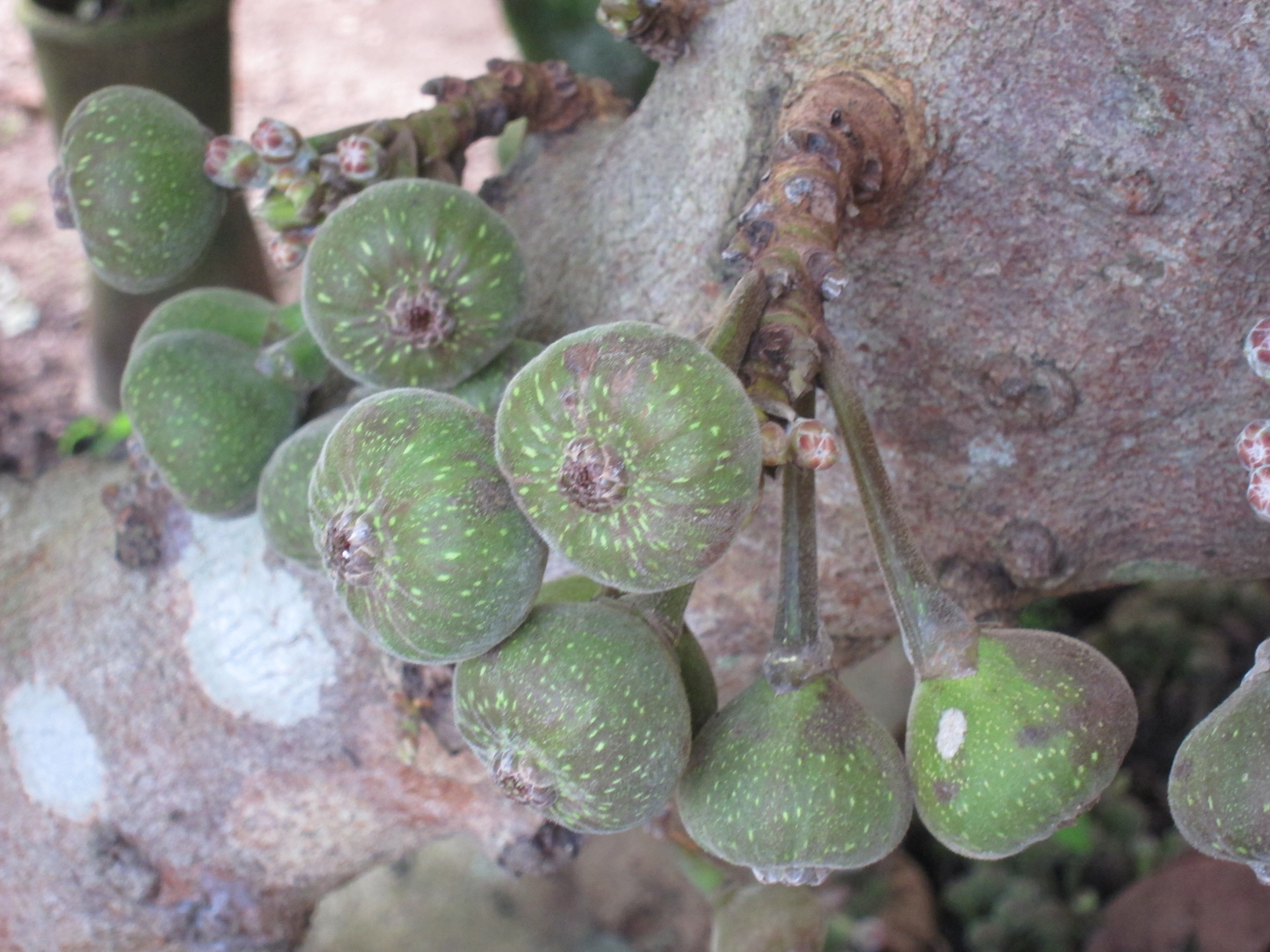
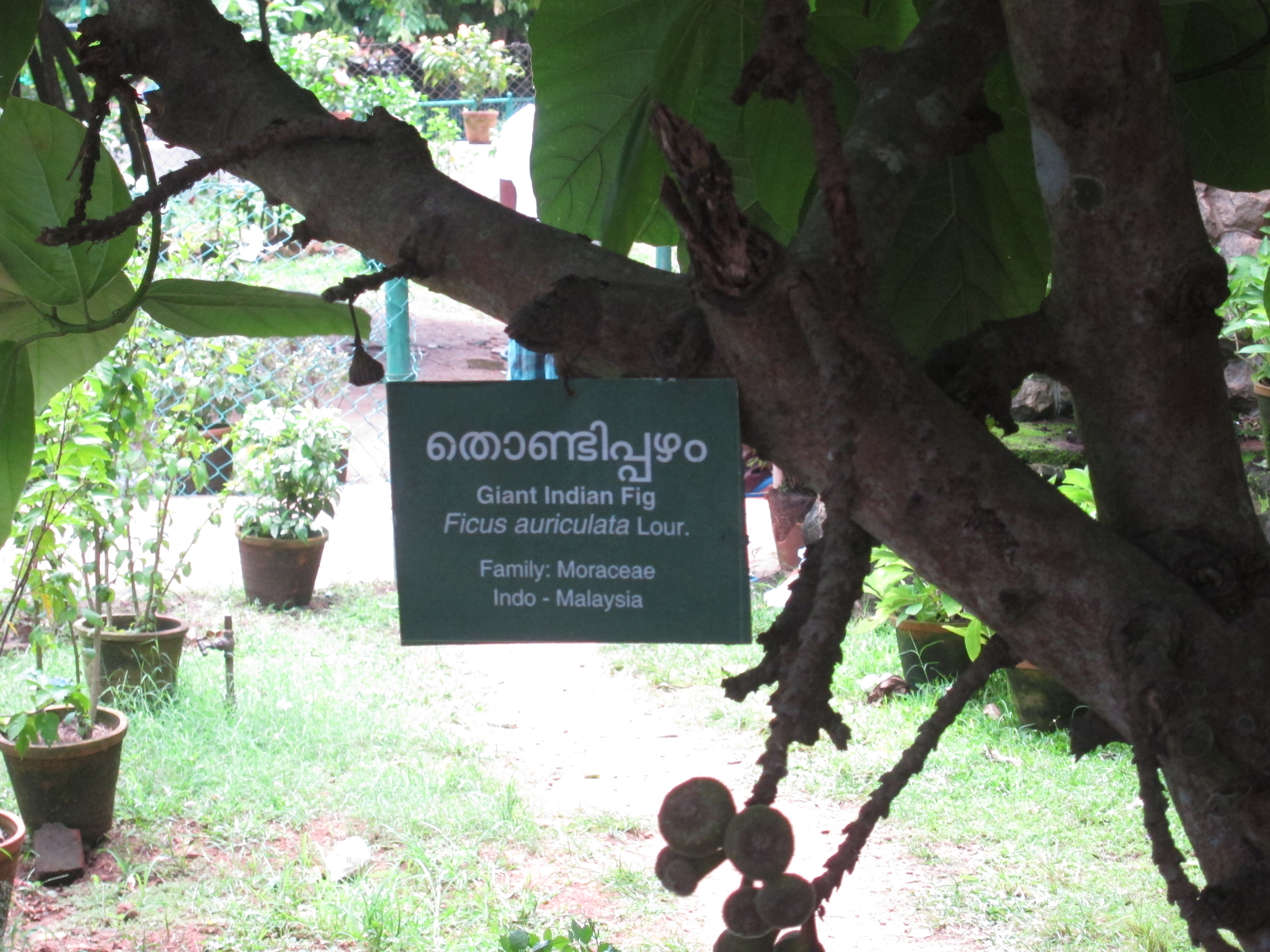